# خرس (فیلم ۱۳۹۰)
خرس فیلمی به کارگردانی و نویسندگی خسرو معصومی و تهیه‌کنندگی جواد نوروزبیگی ساخته سال ۱۳۹۰ است.
این فیلم توقیف شده و به آن اجازه اکران داده نشده بود تا این‌که در دهم شهریور سال ۹۹ نسخه کامل بدون اطلاع تهیه کننده و کارگردان و بنیاد سینمایی فارابی در یوتیوب منتشر شد.

## خلاصه داستان
این فیلم داستان مرد رزمنده‌ای است که پس از سال‌ها اسارت در هنگام بازگشت به منزل با ازدواج همسرش روبه رو می‌شود.

## بازیگران
- پرویز پرستویی در نقش نورالدین
- مریلا زارعی در نقش گلی
- فرهاد اصلانی در نقش افرا
- اکبر معززی در نقش جمال
- علی اوسیوند در نقش خلیل
- ناصر آقایی در نقش دکتر پارسا
- مائده طهماسبی در نقش الهه
- ابوالفضل شاه‌کرم در نقش جواد علامه
- کاظم هژیرآزاد در نقش غلام سعادت، وکیل
- ستایش محمودی
- محمدمهدی حسین‌پور
- میترا تبریزی
- نقی سیف‌جمالی در نقش حاج آقا یاوری
- صدرالدین حجازی در نقش دوست جمال
- علیرضا فیروزبخت
- فرهاد عسکری

## جشنواره‌ها
جوایز فیلم خرس به شرح زیر است:
- سیمرغ بلورین بهترین صداگذاری (محمدرضا دلپاک) سی‌امین دوره جشنواره فیلم فجر
- سیمرغ بلورین بهترین بازیگر نقش اول مرد (فرهاد اصلانی) سی‌امین دوره جشنواره فیلم فجر